# Cerkovna, Razgrad
Cerkovna (în bulgară Черковна) este un sat în comuna Razgrad, regiunea Razgrad,  Bulgaria. 

## Demografie
Componența etnică a satului Cerkovna
     Bulgari (91,83%)
     Turci (6,12%)
     Nicio identificare (2,04%)
     Altele (0%)
La recensământul din 2011, populația satului Cerkovna era de 98 locuitori. Din punct de vedere etnic, majoritatea locuitorilor (91,83%) erau bulgari, cu o minoritate de turci (6,12%). Pentru 2,04% din locuitori nu este cunoscută apartenența etnică.